# العربي بدر
العربي بدر (مواليد 1 يناير 2001) هو لاعب كرة قدم مصري يلعب في مركز الوسط المدافع في نادي فيوتشر على سبيل الإعارة من النادي الأهلي.
وفي يوم 14 أغسطس 2023 أعلن نادي المقاولون العرب ضم العربي بدر في صفقة انتقال حر لمدة 3 مواسم.

## روابط خارجية
- العربي بدر على موقع قاعدة بيانات كرة القدم.إي يو (الإنجليزية)
- العربي بدر على موقع Soccerway.com (الإنجليزية)